# مقاطعة لوريل (كنتاكي)
مقاطعة لوريل (بالإنجليزية: Laurel County)‏ هي إحدى المقاطعات في ولاية كنتاكي في الولايات المتحدة الأمريكية.

## أعلام
- فليم د. سامبسون
- ويليام إي. إيفانز
- سيلاس هاوس